# Veliki orijent Francuske
Veliki orijent Francuske (fra. Grand Orient de France), skraćeno GOdF, najveći je od nekoliko slobodnozidarskih nadležnosti u Francuskoj i najstarija je u kontinentalnoj Europi. Uspostavljena je 1773. godine iz temeljite transformacije prve Velike lože Francuske. Ova rekonstrukcija dovela je do specifičnih osobina koje su utisnute u francusko slobodno zidarstvo, čineći ga jedinstvenim, posebno u odnosu na drugo europsko slobodno zidarstvo. U 2014. godini većina tih razlika i dalje postoji unutar njega.
Evolucija obedijencija odvija se kroz političku i društvenu povijest Francuske. Uložen od strane političkog miljea pod Prvim Carstvom, optužen od strane svećenika Augustina Barruela i kontrarevolucionarnog miljea za zavjeru koja je dovela do Revolucije, Veliki orijent je tijekom svoje evolucije razvio humanističku i političku predanost. Godine 1877. Veliki orijent ukinuo je obvezu svojih članova da vjeruju "postojanje Boga" i "besmrtnost duše". Od tada se kvalificira kao "liberalno" ili "adogmatsko" ustrojstvo, koja usvaja načelo "apsolutne slobode savjesti" ne namećući svojim članovima nikakvo uvjerenje ili religiju. U tome se razlikuje od anglosaksonskih nadležnosti koje nalažu poštivanje propisa poznatih kao "regularnost" koje je donijela Ujedinjena velika loža Engleske 1929. godine, podrazumijevajući posebno vjeru u Boga i njegovu otkrivenu Volju kao i uzdržavanje od političkih ili vjerskih tema u loži.
Veliki orijent je bio duboko uključen u javni i politički život Treće Republike te raspušten skupa s kompletnom francuskim masonerijom tijekom Drugog svjetskog rata od strane Višijskog Režima. Veliki orijent se na kraju rata borio da obnovi svoje članstvo i odmaknuo se od izravne političke akcije kako bi dao prednost filozofskom i društvenom promišljanju. Utemeljitelj CLIPSAS-a, međunarodne organizacije koja okuplja adogmatske obedijencije, Veliki orijent je — s više od 52 tisuće članova u otprilike 1390 loža — prva adogmatska nadležnost u Europi. Od 2010. godine svojim ložama daje slobodu inicirati i žene.
Veliki orijent integrira suverenu simboličku moć tijekom svoje povijesti i prema svom pogledu većinu obreda koji se danas prakticiraju a njegov službeni obred, Francuski obred, je konsubstantilan sa stvaranjem obedijencije. Prožet usmenom kulturom, Veliki orijent je ipak pravna osoba uređena francuskim Zakonom o udrugama iz 1901. godina i pisanim pravilima temeljenim na općem pravu glasa, demokratskom načelu koje se primjenjuje na sve njegove strukture. Krilatica Sloboda, jednakost, bratstvo, koja je usvojena 1848. godine, prati stranice povijesti Velikog orijenta i dobrovoljno se stapa s krilaticom Francuske Republike.

## Povijest
Veliki orijent Francuske je osnovan 24. lipnja 1773. godine u Parizu.
U Strasbourgu 22. siječnja 1961. godine je s još nekoliko europskih obedijencija utemeljila međunarodnu masonsku organizaciju CLIPSAS. Veliki Orijent je član i Alijanse masona Europe.
Francuski predsjednik Emmanuel Macron je govorio na obilježavanju 250. obljetnice Velikog orijenta u studenom 2023. godine.

## Ustroj
Odnos članova u Velikom orijentu Francuske (kolovoz 2024.)
██ Žene (12,78 %)
██ Muškarci (87,22 %)
Sjedište Velikog orijenta Francuske je u Parizu.

### Lože
U Velikom orijentu Francuske masonske lože su "slobodni i suvereni" subjekti. Čineći osnovnu jedinicu upravljanja, koja se provodi prema načelu "jedna loža, jedan glas", one su jedine strukture organizacije ovlaštene uvoditi nove članove.
Veliki orijent u kolovozu 2024. godine ima ukupno 1426 loža, a od toga:
- 1258 loža je u Kontinentalnoj Francuskoj,
- 57 loža je u prekomorskim departmanima i zajednicama,
- 63 lože je u ostatku Europe,
- 48 loža je u ostatku svijeta.

### Uprava
Velikim orijentom Francuske upravlja velika majstor (Grand maître) koji se bira na trogodišnje razdoblje. Među dosadašnjim velikim majstorima su:
- princ Louis-Philippe II, vojvoda Orléanski (1771. – 1792.)
- knez Joseph Bonaparte (1805. – 1814.)
- Frederic Desmons (1887. – 1889.; 1896. – 1898.; 1900. – 1902; 1905. – 1907; 1909. – 1910.)
- Arthur Groussier (1925. – 1926; 1927. – 1930; 1931. – 1934; 1936. – 1940; 1944. – 1945.)
- Francis Viaud (1945. – 1948; 1949. – 1952; 1953. – 1956.)
- Nicolas Penin (od 2024.)

### Međunarodna suradnja
Veliki orijent Francuske je član nekoliko međunarodnih saveza:
- Međunarodna masonska asocijacija (1921. – 1950.)
- CLIPSAS (incijator i suosnivač; 1961. – 1996., 2010. – 2019.)
- SIMPA (suosnivač, 1996. – 2010.)
- Unija masona Mediterana (2001.; suosnivač)
- Adogmatska udruga srednje i istočne Europe (2008.; promatrač)
- Alijansa masona Europe (2012. – 2024.)

Također, ova veliki orijent potpisao je povelje o prijateljstvu i međusobnom priznavanju s preko stotinu francuskih ili stranih velikih loža/orijenata, među kojima su i Velika nacionalna loža Hrvatske, Veliki orijent Slovenije, Velika ženska loža Francuske, Veliki orijent Rumunjske i drugi.

### Obredi
Povijesni obred Velikog orijenta je francuski obred. To je izvorni obred svih loža, oni koji prakticiraju njegovu specifičnu verziju ili neki drugi obred imaju koristi od dvostrukog prava.
Većina loža (oko 900) prakticira francuski obred, i to po njegovoj "Groussier" inačici. Oko 300 loža radi druge obrede za koje Veliki orijent ima prava, i "plave lože" i "visoke stupnjeve". Obredi koji se prakticiraju su:
- Francuski obred, utemeljen između 1783. i 1786. godine zatim revidiran 1858., 1887., 1938., 1955., 1995., 2001. godine;
- Ispravljeni škotski obred, koji se pojavio 1770., pridružio se Velikom orijentu ugovorom sa škotskim direktoratima Auvergne, Burgundije i Septimanije u svibnju 1776. godine;
- Drevni i prihvaćeni škotski obred, koji se pojavio 1804., ujedinjen je s Velikim orijentom konkordatom od 5. prosinca 1804. godine;
- Obred Yorka koji se pridružio Velikom orijentu integracijom Provincijske velike lože zavjetrinskih otoka (fancuska kolonija Santo Domingo na Hispanioli) drevnih masona Yorka 1804. godine;
- Drevni i primitivni obred Memfisa-Mizraima integrira Veliki orijent nakon sporazuma od 4. kolovoza 1862. (Memfis) i 6. ožujka 1865. godine (Mizraim);
- Salomonov operativni obred, razvijen u 20. stoljeću unutar Velikog orijenta.

## Pridružena tijela i redovi
Veliki orijent Francuske, nositelj neprenosivih patenata raznih obreda, upravlja "simboličkim" stupnjevima plave lože (učenik, pomoćnik i majstor) i delegira upravljanje visokim stupnjevima. Od 1999. godine  upravljanje provodi u pet pridruženih tijela i redova, od kojih svaki predstavlja jedan obred, a na temelju potpisanih konkordata. Do 1998. godine postojala je organizacija pod nazivom Veliki kolegij obreda (Grand Collège des Rites) koji se sastojao od organa koji su odgovarali raznim obredima koji su se prakticirali u Velikom orijentu.
Od 1998. godine ova tijela i redovi su:
- Veliki generalni kapitul Velikog orijenta Francuske (Grand Chapitre général du Grand Orient de France) – nadležno za rad Francuskog obreda;
- Vrhovno vijeće Škotskog obreda (Grand Collège des Rites écossais)[8] – nadležno za rad Drevnog i prihvaćenog škotskog obreda;
- Veliki neovisni priorat Francuske od Velikog orijenta Francuske (Grand Prieuré Indépendant de France du Grand Orient de France)[9] – nadležno za rad Ispravljenog škotskog obreda;
- Egipatski veliki red Velikog orijenta Francuske (Grand Ordre égyptien du Grand Orient de France)[10] – nadležno za rad Obreda Memfisa-Mizraima;
- Vrhovni veliki kapitel drevne masonerije Yorka (Suprême Grand Chapitre de l'ancienne maçonnerie d'York)[11] – nadležan za rad Yorčkog obreda.

Ove tijela i redovi imaju jedinu misiju upravljanja visokim stupnjevima i čuvanja obreda koji se prakticiraju unutar njihove nadležnosti. Posljedično, oni nemaju hijerarhijski autoritet nad plavim ložama koje prakticiraju njihov obred.

## Lože izvan Francuske
Vidi još: Veliki orijent Francuske na Balkanu
Veliki orijent Francuske ima 63 lože u Europi izvan Francuske. Neke od ovih loža su:
- Loža "Constante Alona" br. 138, Alicante (1870./2002.)[12]
- Loža "Rosario de Acuña" br. 1563, Gijón (2004.)[13]
- Loža "Svjetlo Atlantika" br. 1565, Las Palmas de Gran Canaria (2003.)[14]
- Loža "Heraklo" br. 2136, Málaga (2007.)[15]
- Loža "Pitagora" br. 2138, Málaga (2013.)[16]
- Loža "7. travnja" br. 2141, Madrid (2004.)[17]
- Loža "Mozart" br. 2142, Madrid (2004.)[18]
- Loža "Svjetlo Levanta" br. 2582, Murcia[19]
- Loža "Antonio Machado" br. 4848, Marchena, Sevilla (2014.)
- Loža "Tartešani" br. 4851, Sevilla (2010.)[20]
- Loža "Blasco Ibáñez" br. 5169, Valencia[21]
- Loža "Bratstvo" br. 6006, Veliko Trnovo
- Loža "Istina" (Loge La Vérité) br. 6008, Skoplje (2003.)
- Loža "Gabriel Narutowicz" br. 6009, Krakov
- Loža "Moskva" (Loge Moscou) br. 6018, Moskva (1997.)[22]
- Loža "Vjernost" br. 6021, Beograd[23] (2002.)
- Loža "Zora" br. 6022, Beograd[23] (1992.)
- Loža "Ujedinjenje" br. 6023, Beograd[23] (2005.)
- Loža "Sveti Sava" br. 6024, Beograd[23]
- Loža "Astreja" br. 6032, Sankt-Peterburg[22]
- Loža "Nikola Tesla" br. 6033, Banja Luka (2013.)
- Loža "Svjetlost" br. 6034, Sofija
- Loža "Nada" br. 6037, Varšava (2021.)
- Loža "Bratstvo na Olzi" br. 6042, Cieszyna (2021.)
- Loža "Zvijezda mora" br. 6043, Gdanjsk (2021.)
- Loža "Sloboda" br. 6046, Moskva (2022.)[22]
- Loža "Kamen na Łyni" br. 6047, Olsztyn[24]
- Loža "Bijela akacija" br. 6048, Sankt-Peterburg (2022.)[22]
- Loža "Hiram" br. ??, London (1899.)[25]
- Loža "Mare Nostrum" br. ??, Barcelona (2009.)[26]
- Loža "Sloboda savjesti" (engl. Freedom of Conscience Lodge) br. ??, London (2010.)[27]
- Loža "Sveti Napoleon" (Loge Saint Napoléon) br. ??, Amsterdam (1810./2017.)
- Loža "Ivan pl. Zajc" br. ??, Rijeka (2019.)

## Vanjske poveznice
- Službena stranica
- Muzej slobodnog zidarstva
- GODF Amerique